# Kareem El Torkey
Kareem El Torkey (* 21. September 2004 in Kairo) ist ein ägyptischer Squashspieler.

## Karriere
Kareem El Torkey spielte 2021 erstmals und seit 2023 regelmäßig auf der PSA World Tour und gewann auf dieser bislang sieben Titel. Der erste Titelgewinn gelang ihm in der Saison 2023/24 im September 2023 in Dhaka. Im Saisonverlauf folgten weitere Titelgewinne in Madinat asch-Schaich Zayid, Lethbridge und New York City. In der Saison 2024/25 gelang ihm zunächst im Februar 2025 ein Turniersieg in Toronto, ehe er einen Monat später mit den JSW Indian Open 2025 sein erstes Turnier der Copper-Kategorie gewann. Im April 2025 wurde er nach einer Finalniederlage gegen Noor Zaman Vizeweltmeister der U23-Junioren. Seine höchste Platzierung in der Weltrangliste erreichte er mit Rang 40 am 9. Juni 2025.

## Erfolge
- Gewonnene PSA-Titel: 7